# Буржил, Владимир
Владимир Буржил (словац. Vladimír Búřil; род. 17 мая 1969 года, Братислава, Чехословакия) — бывший словацкий хоккеист, игравший на позиции защитника.

## Карьера
Воспитанник хоккейной школы «Слован» (Братислава). Выступал за «Слован» (Братислава), ХК «Бордо», ХК «Вильгельмсхафен», «Хайльброннер Фалькен», МсХК «Жилина», «Альба Волан» (Секешфехервар), «Подxале» (Новы-Тарг), ТКХ «Торунь», «Краковия» (Краков).
В чемпионатах Чехословакии провел 150 матчей, набрал 30 очков (11+19), в Словацкой экстралиге — 275 матчей, 66 очков (27+39), в чемпионатах Польше — 183 матча, 88 очков (38+50).
В составе сборной Словакии провел 25 матчей (1 гол); участник зимних Олимпийских игр 1994 (4 игры). В составе молодежной сборной Чехословакии, участник чемпионата мира 1989 (7 игр, 0+2).

## Достижения
- Чемпион Словакии (1998, 2000)
- Чемпион Венгрии (2006)
- Чемпион Польши (2007, 2008)
- Серебряный призёр чемпионата Словакии (1999)
- Бронзовый призёр молодёжного чемпионата мира (1989)